# Montenegro (piroscafo)
Il Montenegro era un piroscafo passeggeri, appartenuto negli ultimi anni di servizio alla Tirrenia di Navigazione.

## Caratteristiche
Il Montenegro era un piroscafo misto merci e passeggeri. Lungo circa 98 metri e largo 12, aveva uno scafo in acciaio chiodato, due ponti continui e sette paratie stagne. Poteva trasportare un massimo di 1 019 passeggeri, che avevano a disposizione nove cabine di prima classe (per un totale di 17 posti letto), dieci cabine di seconda classe (con 20 letti in totale) e cameroni di terza classe con un totale di 70 posti. La nave aveva inoltre quattro stive per il carico, con un volume complessivo di 2 820 m³; ogni stiva era servita da due bighi.
Il piroscafo era spinto da un'elica singola, azionata da una macchina alternativa a vapore a triplice espansione della Ansaldo dalla potenza di 1 600 cavalli, e poteva raggiungere una velocità di servizio di 10 nodi.

## Servizio
Il Montenegro fu impostato il 28 giugno 1897 sugli scali del cantiere Ansaldo di Sestri Ponente, dai quali fu consegnato alla Navigazione Generale Italiana nel luglio dell'anno seguente. Fu quindi messo in servizio su una linea con scali a Venezia, Ancona, Bari, Brindisi, Saranda, Corfù, Patrasso, Il Pireo, Costantinopoli, Costanza, Galați e Brăila. Nel 1900 il piroscafo fu requisito per effettuare trasporti di truppe verso la Cina durante la rivolta dei Boxer, venendo usata anche per il rimpatrio delle truppe nel 1902. Il 16 giugno 1910 il Montenegro fu venduto alla Società Nazionale di Servizi Marittimi (SNSM) insieme ai gemelli Serbia, Bosnia, Bulgaria e Romania, rimanendo in servizio sui collegamenti tra Venezia, Costantinopoli e i porti del Mar Nero. Tra settembre e ottobre 1911 il Montenegro fu nuovamente requisito per essere usato come trasporto truppe, in questo caso per la guerra italo-turca. Restituita all'armatore nell'ottobre 1911, il 30 giugno dell'anno seguente fu venduto alla SITMAR, continuando a essere usato sulla stessa linea. Sopravvissuto al primo conflitto mondiale, il 22 dicembre 1925 il Montenegro passò alla Florio Società Italiana di Navigazione, venendo destinato alle linee da Genova alla Sardegna.
Il 17 novembre 1928 il Montenegro si incagliò nei pressi dell'isola di Favignana; recuperata, fu messa in disarmo a Palermo. Nel 1932 il Montenegro confluì insieme al resto della flotta nella Tirrenia - Flotte Riunite Florio - CITRA. Nel 1935 fu nuovamente requisito, venendo stavolta impiegato come trasporto truppe verso l'Africa Orientale. Nel febbraio 1937 il Montenegro passò alla neocostituita Tirrenia di Navigazione, che programmò di trasformarlo in motonave da carico, eliminando le sistemazioni per i passeggeri e installandovi il motore precedentemente montato sull'unità dell'Adriatica Egeo. Il progetto però non fu messo in pratica e il Montenegro fu posto in disarmo e messo in vendita per la demolizione. Fu però acquistata dalla Regia Aeronautica, che nel maggio 1938, durante la visita di Hitler in Italia, lo utilizzò come bersaglio durante la dimostrazione di un bombardamento aeronavale. Rimasta semi-affondata presso Furbara, fu in seguito recuperata e avviata alla demolizione.